# Estación Palotal (Metro de Valencia)
La Estación Palotal es una de las estaciones del Metro de Valencia, localizada en el sector Palotal en la Avenida Bolívar Sur en la ciudad de Valencia, la capital del Estado Carabobo, al centro norte del país sudamericano de Venezuela. Fue inaugurada formalmente en 2006.

## Descripción
Es una de las tres primeras estaciones en entrar en funcionamiento, junto con la estación Monumental y la estación Cedeño, todas abiertas desde el 18 de noviembre de 2006 en período de prueba para el público. Entró en operación comercial el año siguiente. Esta estación presta servicio a los sectores Fundación Mendoza, La Bocaína y el Multimercado Los Guajiros (antiguo terminal de pasajeros).

## Incidencias
A lo largo de su historia la Estación Palotal ha presentado una serie de incidencias, de las cuales las más importantes han sido las siguientes:
- En 2011 la estación fue sometida a mantenimiento integral, con labores preventivas y correctivas.[6]

- En julio de 2015 una falla eléctrica provocó la interrupción temporal del servicio tanto en la estación Palotal como la estación Michelena, siendo restablecidas las actividades rápidamente, a unas pocas horas del incidente.[7]

- En noviembre de 2018 se le dio mantenimiento mayor a las catenarias y las ménsulas que las sostienen.[8]